# Semantisk web
Semantisk web er et koncept der betegner udviklingen af en universel medieform til udveksling af information. Gennem vedligeholdelsen af mening (heraf semantisk) i online dokumenter gennem forskellige markup-rutiner opstår muligheden for at maskin-aflæse denne mening. Ved begrebet forstås ideelt og visionært det moment i internettets udvikling hvor software kan lagre, udveksle og anvende metadata om alle webressourcer og dermed sætte bruger-programmer i stand til at håndtere disse ressourcer med større effektivitet og præcision.
Det semantiske web er blandt andet drevet frem af en af World Wide Webs foregangsmænd, Tim Berners-Lee fra World Wide Web Consortium. Netop under W3C's regi understøttes det semantiske web gennem udarbejdelsen af standarder for markup og relaterede aktiviteter.